# 蘇頌

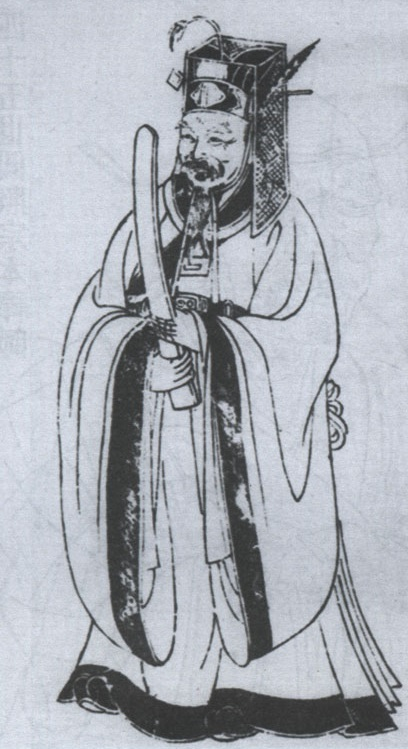
蘇頌

蘇 頌（そ しょう、天禧4年11月23日（1020年12月16日）- 建中靖国元年5月20日（1101年6月18日））は、北宋の科学者・宰相。字は子容。泉州同安県の人。父は蘇紳。

## 生涯
慶暦2年（1042年）に進士に及第した。北宋で最高の機械学者であったという。哲宗の命を受け、世界最初の天文時計「水運儀象台」を設計した（1997年、京都大学で完全復元された）。元祐7年（1092年）に工事が完成し、蘇頌は丞相に任ぜられた。紹聖4年（1097年）、退官した。建中靖国元年（1101年）に死去し、魏国公を追贈され、「正簡」と諡された。
徽宗の韋賢妃（南宋の高宗の母）は、初め蘇頌の側女を務めたという。

## 著作
- 『本草図経』、1061年。もと20巻だったが失われた。『証類本草』に引用されたものを元に作られた輯逸本がある。
- 『新儀象法要』1092年。（3巻）
- 『蘇魏公文集』。詩文集、72巻

## ギャラリー

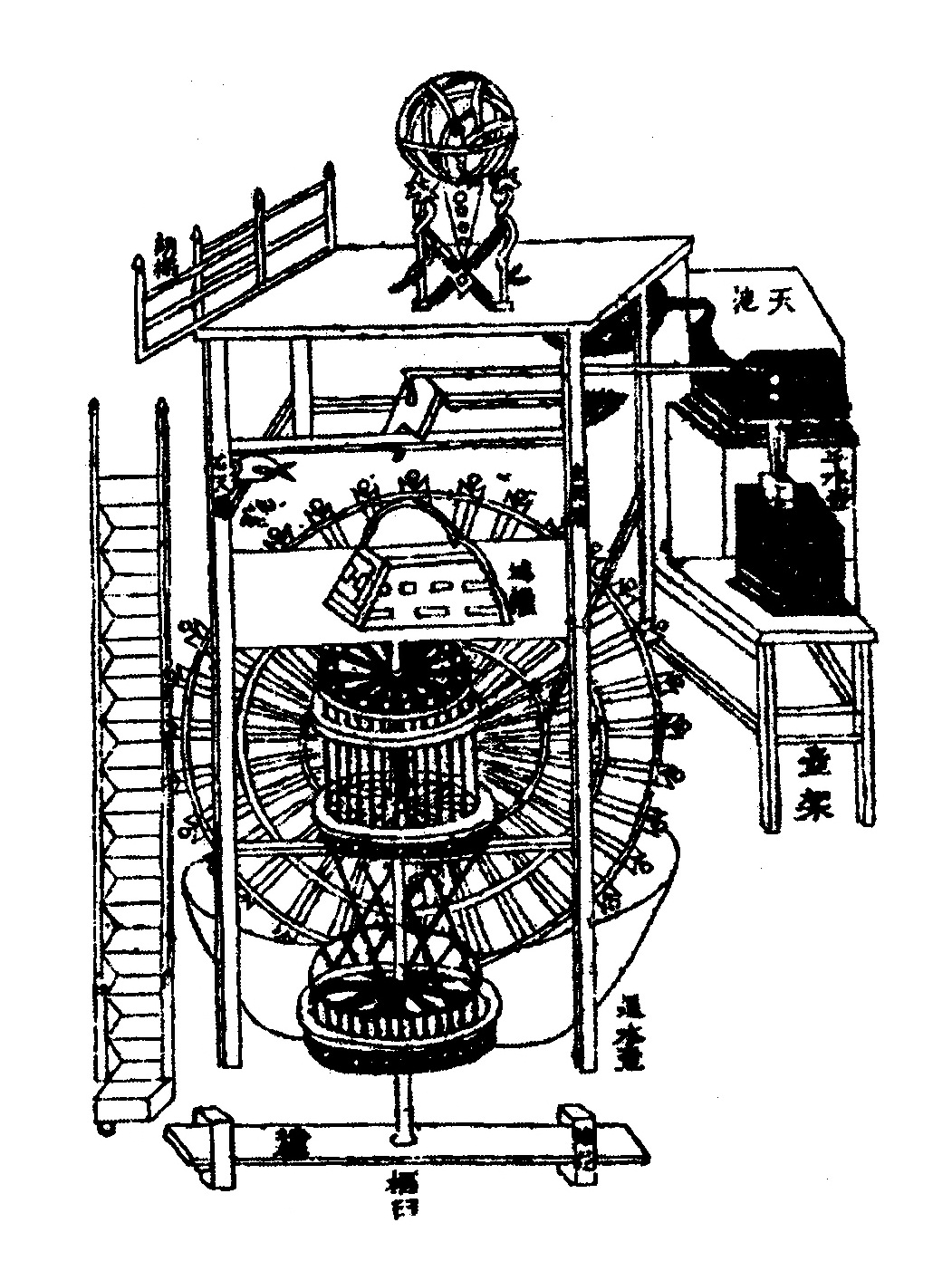
『新儀象法要』に載せる儀象台内部の図
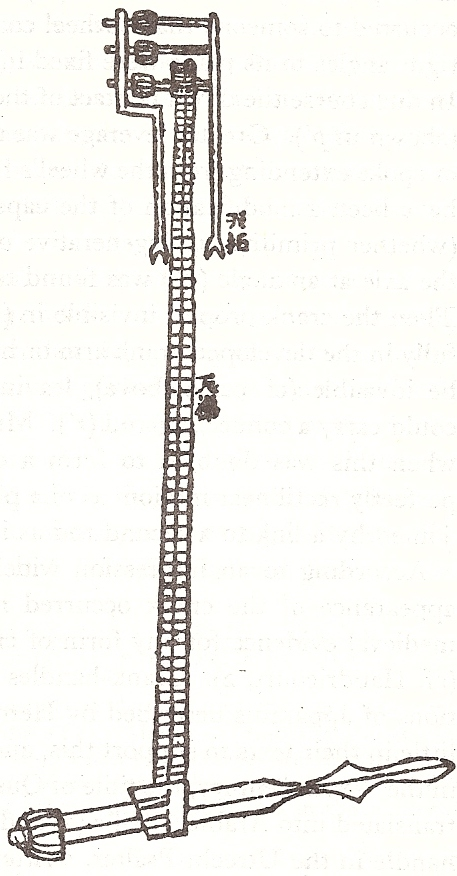
儀象台に使用された「天梯」（ローラーチェーン）
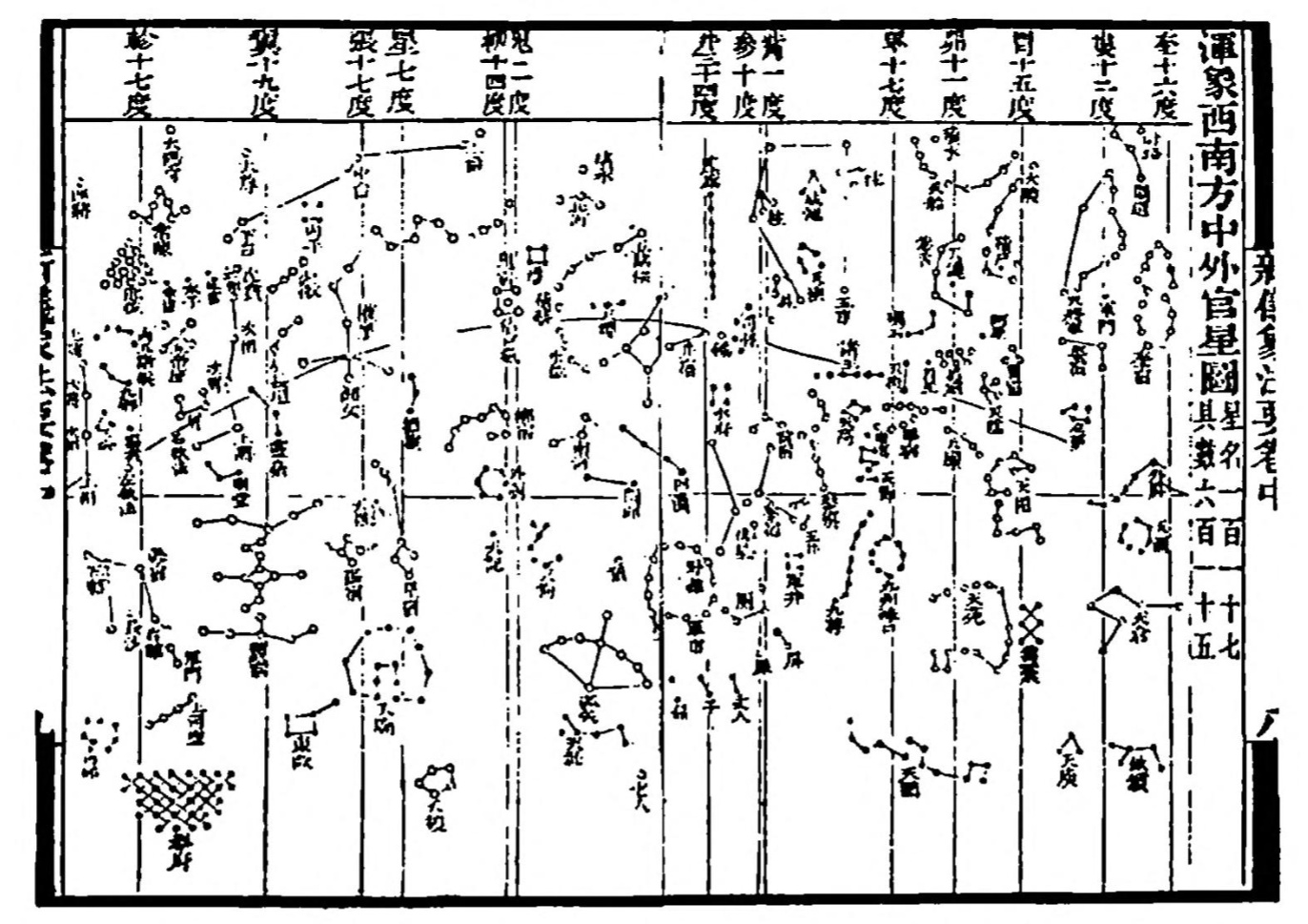
星図（『新儀象法要』）
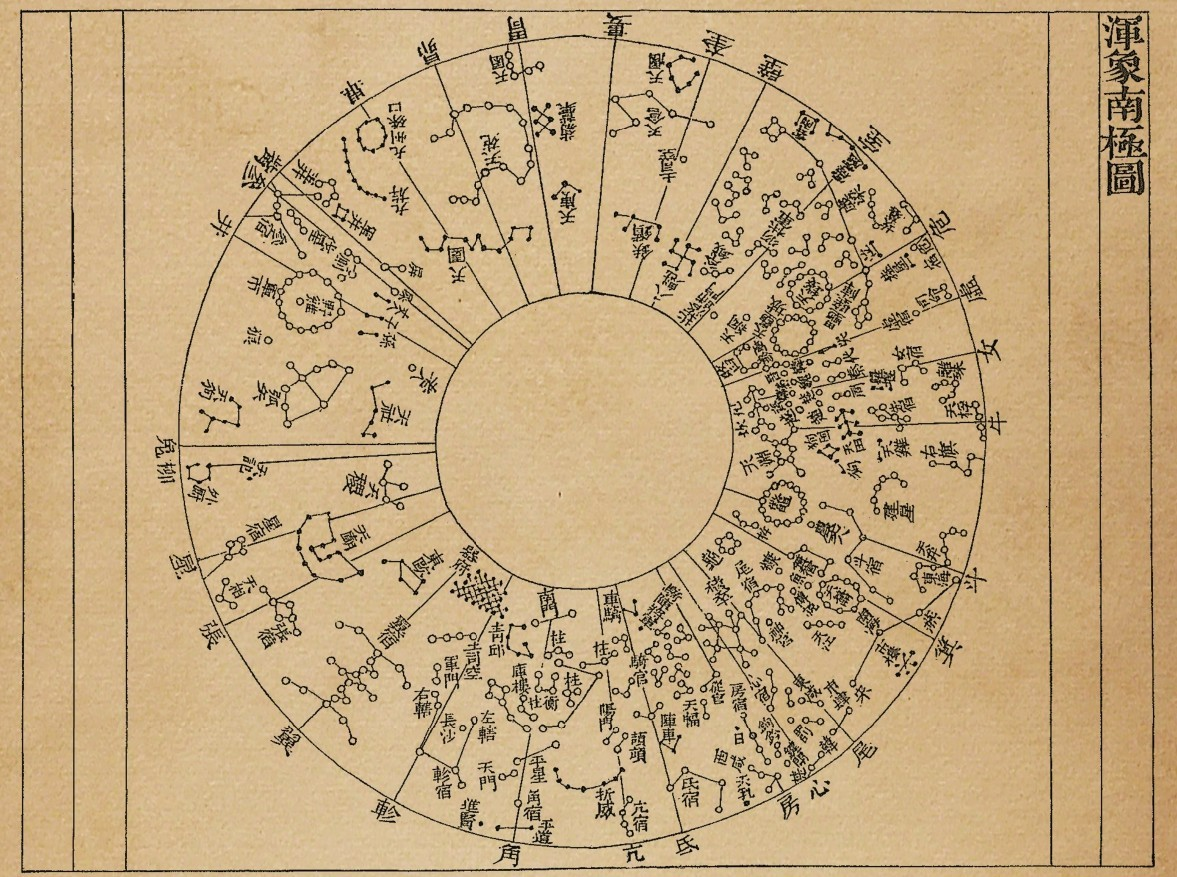
星図（『新儀象法要』）